# Voievodatul Lubusz
Voievodatul Lubusz (în poloneză województwo lubuskie, în germană Woiwodschaft Lebus) este o regiune administrativă în vestul Poloniei, la granița cu Germania. Capitala voievodatului și sediul guvernului regional este orașul Gorzów Wielkopolski iar sediul consilului regional (sejmik) este Zielona Góra. 

## Orașe
Voievodatul conține 42 de orașe. Acestea sunt enumerate mai jos în ordinea descrescătoare a populației (în conformitate cu cifrele oficiale pentru 2006 ):
| 1. Gorzów Wielkopolski (125,204) 2. Zielona Góra (118,201) 3. Nowa Sól (40,351) 4. Żary (38,967) 5. Żagań (26,580) 6. Świebodzin (21,679) 7. Międzyrzecz (18,722) 8. Słubice (18,148) 9. Sulechów (17,862) 10. Kostrzyn nad Odrą (17,725) 11. Gubin (16,974) 12. Lubsko (14,767) 13. Wschowa (14,573) 14. Szprotawa (12,613) 15. Krosno Odrzańskie (12,100) 16. Drezdenko (10,332) 17. Strzelce Krajeńskie (10,143) 18. Skwierzyna (10,010) 19. Sulęcin (9,972) 20. Kożuchów (9,592) 21. Witnica (6,849) | 22. Rzepin (6,499) 23. Zbąszynek (5,087) 24. Nowogród Bobrzański (5,036) 25. Jasień (4,526) 26. Bytom Odrzański (4,365) 27. Babimost (4,150) 28. Czerwieńsk (4,138) 29. Iłowa (3,975) 30. Sława (3,893) 31. Ośno Lubuskie (3,769) 32. Kargowa (3,641) 33. Małomice (3,623) 34. Gozdnica (3,454) 35. Dobiegniew (3,187) 36. Nowe Miasteczko (2,828) 37. Cybinka (2,668) 38. Łęknica (2,641) 39. Torzym (2,456) 40. Trzciel (2,363) 41. Lubniewice (1,929) 42. Szlichtyngowa (1,348) |